# Astragalus vallestris
Astragalus vallestris är en ärtväxtart som beskrevs av Rudolf V. Kamelin. Astragalus vallestris ingår i släktet vedlar, och familjen ärtväxter. Inga underarter finns listade i Catalogue of Life.